# Uruguai nos Jogos Olímpicos de Inverno de 1998
O Uruguai competiu nos Jogos Olímpicos de Inverno de 1998 em Nagano, Japão. Esta foi a única participação uruguaia em Jogos Olímpicos de Inverno.

## Desempenho

### Esqui alpino
Masculino
| Atleta              | Evento | Corrida 1 | Corrida 2 | Corrida 3 | Total   | Pos. |
| ------------------- | ------ | --------- | --------- | --------- | ------- | ---- |
| Gabriel Hottegindre | Slalom | 1:01.98   | 1:01.29   |           | 2:03.27 | 24   |